# Sandeep Mankoo
Sandeep Mankoo, född 18 januari 1992, är en svensk fotbollsspelare. Han har tidigare spelat för bland annat Gais i Superettan.

## Karriär
Mankoos moderklubb är Lundby IF. I augusti 2017 gick Mankoo till division 1-klubben Assyriska BK.
I april 2018 värvades Mankoo av IK Oddevold. Redan samma månad lämnade han dock klubben.